# 含羞草
含羞草（學名：Mimosa pudica），由于其独特的生理习性有着众多的别名昵称，如見笑草、見笑花 、愛睏草、驚擽草、驚nng草、畏擽草、喝呼草、知羞草、怕醜草、怕羞草、夫妻草等。含羞草原产于美洲热带的巴西，是豆科含羞草属的一種多年生草本植物。由於這種植物生長力顽強，所以在不少國家，含羞草都被當成是一種野草 。花語：敏銳，細膩的感觸，纖細的感情。花色有粉紅和紫紅。花期為6月至9月。

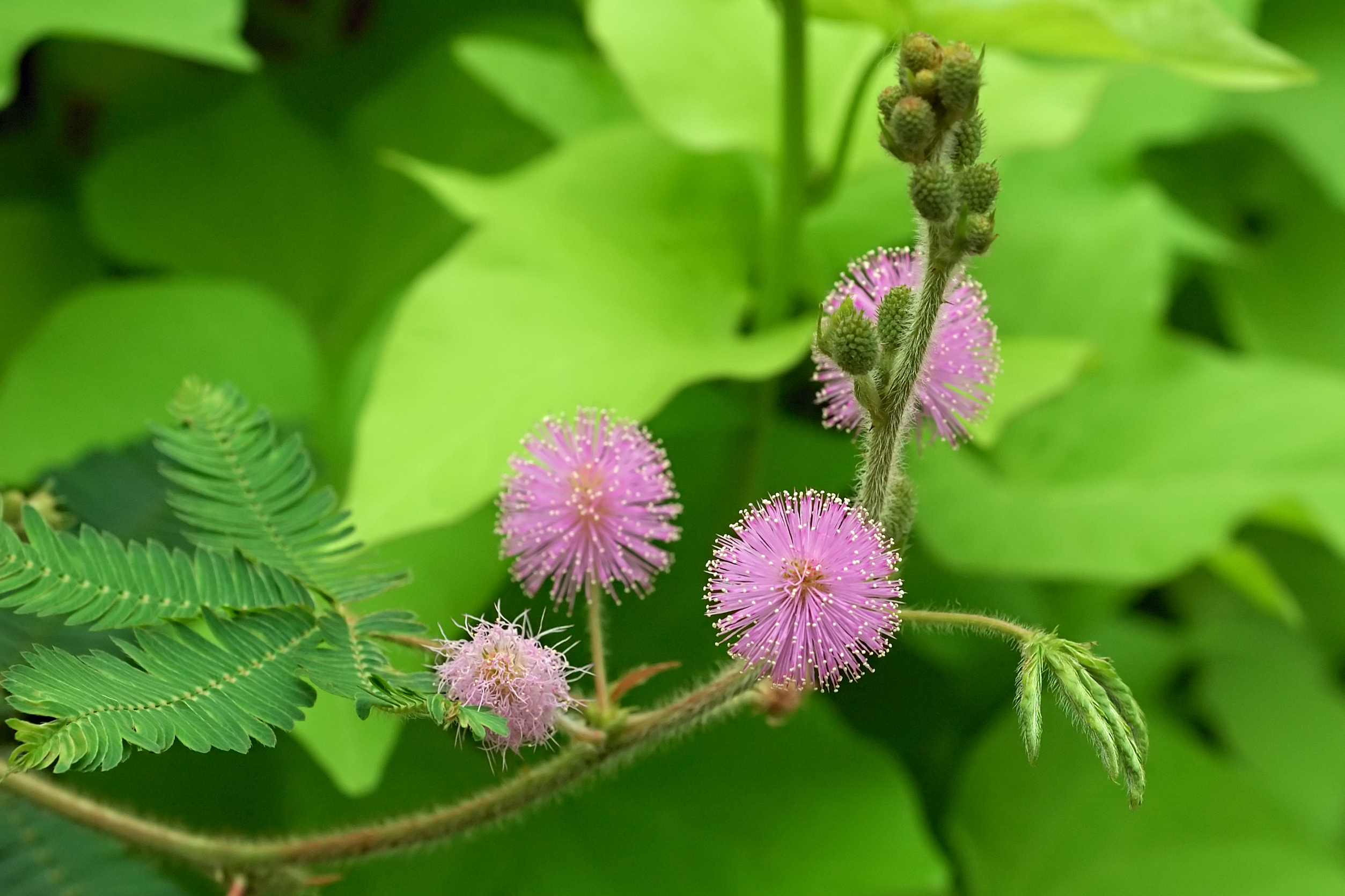
含羞草的花、花苞及葉

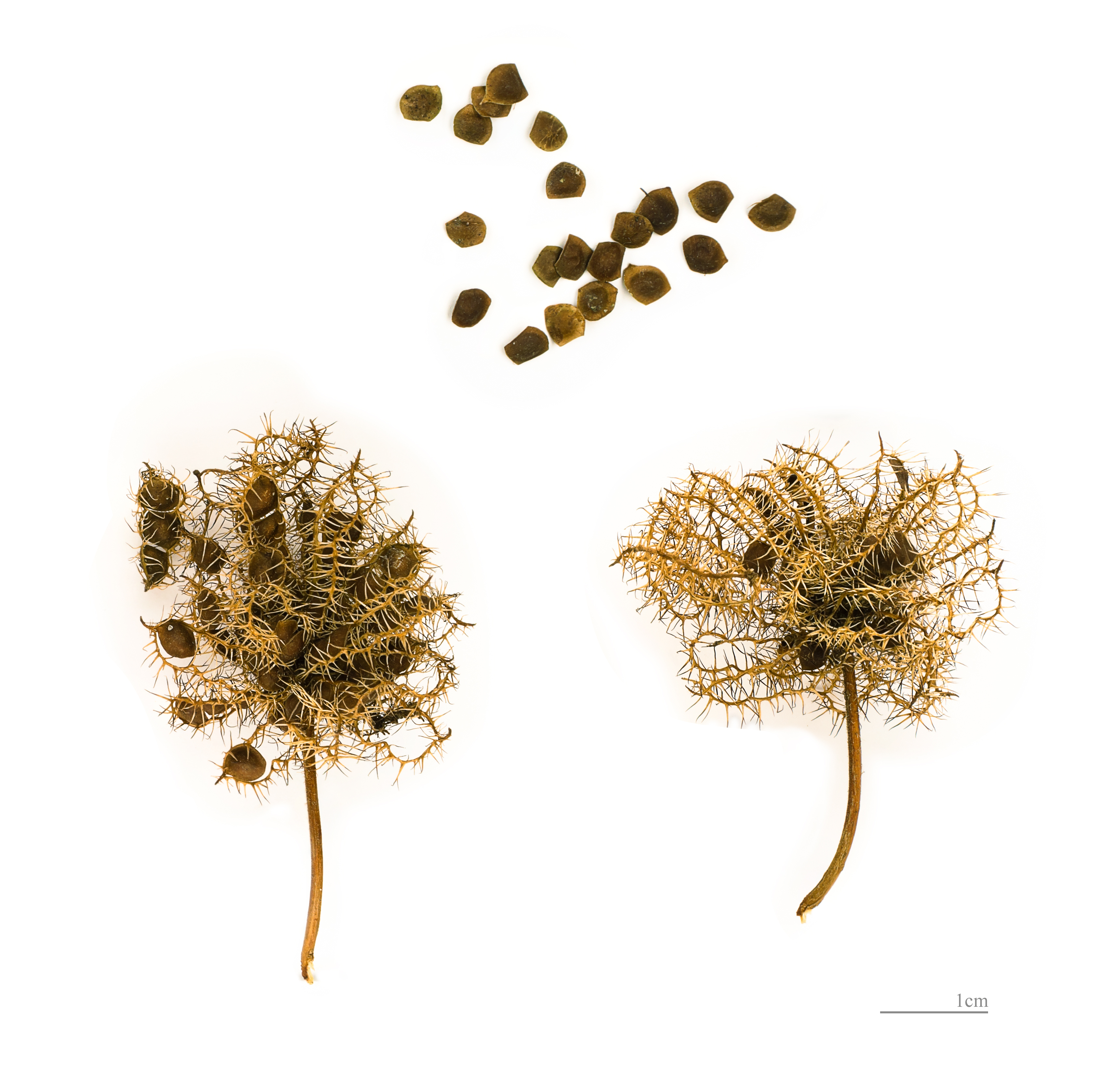
含羞草的果实与种子

## 分布
含羞草原產於中南美洲，現已擴散至世界許多地方，在坦桑尼亞、南亞、東南亞、美國和許多太平洋島嶼被視為入侵物種。在澳洲部分地區（如北領地及西澳）被視為列管物種（declared plants）。在澳洲昆士蘭被視為建議列管物種。在奈及利亞、塞席爾、模里西斯及東亞等地區被視為入侵物種。

## 特點

含羞草闭合过程

含羞草最大的特點就是如果它受到物件觸碰、搖晃、加熱時，其小葉會閉合接著葉柄下垂，以減少受害面積，稱為觸發運動（seismonastic movement），尤在光線較弱时比較敏感。
此運動原理是因含羞草葉柄和小葉柄基部都有一略膨大的囊狀構造，稱為葉枕（pulvinus）；平常葉枕內的水分支撐着葉片，但是當受到外力刺激时，葉枕內的水分會立即流向別處，使含羞草的小葉閉合。另外，它在晚上都會自動收縮起來。这种独特之处，也正是含羞草名称的来源。
含羞草会在自己收到刺激0.1秒后产生闭合作用，几秒钟内完成，这种传递速度可以达到每秒40-50厘米。

## 藥效
含羞草與其他含羞草屬植物的主要分別，在於其莖帶紅色，可入藥，但也具有毒性。

### 中医药典的记载
中醫藥理認為含羞草的根可以醫治骨刺，亦可以消炎止痛，寧神安眠，也可以有止咳化痰，收鼻水等藥效。含羞草在中医的药用方面有记载于一些典籍的有：
- 《生草药性备要》：止痛消肿。
- 《本草求原》：敷疮。
- 《岭南采药录》：治眼热作痛。[8]
- 《青草世界彩色圖鑑》：根加入少許酒燉豬尾骨服用，治骨刺；但是孕婦不可服用。[9]

### 现代医药研究
现代医药研究认为，含羞草中含有大量对人体有益的活性物质，包括黄酮类、酚类、生物活性多糖、氨基酸类、有机酸类和其他微量元素。因此，含羞草可用于感冒、小儿高热、急性结膜炎、支气管炎、胃炎、肠炎、泌尿系结石、疟疾、神经衰弱；外用可治：跌打肿痛，疮疡肿毒、咯血、带状疱疹等疾病。

## 毒性
含羞草含有含羞草酸，是一种毒性氨基酸，具有少量毒性。不可單獨服用，需配合其他藥物一併使用。尤其是在畜牧业上，误食含羞草常引起动物疾病。其中最常见的是，耕牛误食无刺含羞草而引起的中毒病，且一般多发于冬季。耕牛中毒后表现为精神沉郁，磨牙，喘气，呼吸困难，出现神经症状、水肿等病徵。此外，由于含羞草碱的缘故，骆驼、马等食用含羞草会产生脱毛现象，小白鼠和大白鼠食用含0.5% ~1.0%含羞草碱的饲料，也发生了脱毛，还会引起白内障和生长抑制。而人食用含羞草也会引起毛发脱落，因此，室內不宜種植含羞草。

## 外部連接
- 含羞草 Hanxiucao - 香港浸會大學中醫藥學院藥用植物圖像資料庫 （繁體中文）